# Різанина жінок
«Різанина жінок» (англ. Sorority Party Massacre) — американський фільм-слешер 2012 року сценариста і режисера Кріса В. Фрімена. Головні ролі зіграли Ів Мауро та Ед О'Росс.

## Сюжет
Робота детектива досить небезпечна - кожен день цим бравим співробітникам поліції доводиться ризикувати власним життям, щоб полювати за тими, хто дозволив собі порушити закон. Але, для головного героя гостросюжетного трилера «Різанина жінок» навіть подібна небезпека не є причиною шукати собі іншу роботу. Детектив Вільям Уоттс в поліції вже не перший рік, і кидати свою справу він не планує. Проте незабаром поліцейський може позбутися свого значка через перевищення службових повноважень. В результаті начальство дає чоловікові шанс зберегти посаду. Але для цього Вільяму необхідно відправитися в невелике провінційне містечко, щоб там допомогти місцевому шерифові розкрити серію загадкових злочинів. Щороку протягом 20 років в містечку зникає мінімум одна дівчина. Тіла зниклих не були виявлені, і це змушувало інших жителів вважати, що дівчата втікали з провінції назустріч своїм мріям. Але недавно в озері знайшли тіло місцевої випускниці, яка зникла кілька тижнів тому. А це дозволяє вважати, що в тутешніх місцях орудує маніяк. Розслідування, яке спочатку здавалося Уоттс досить легким, стає все більш заплутаним ... Чи зможе він знайти вбивцю і захистить студенток, які приїхали в містечко на відпочинок і стали наступною ціллю маніяка?

## У ролях
- Томас Дауні, як детектив Вільям Уоттс
- Ед О'Росс шерифа Барні П. Lumpkin
- Марісса Скеллі як Пейдж Харрісон
- Ів Мауро як Брукліні
- Іветт Йейтс, як Sloan
- Кейсі Фіцджеральд, як Холлі Фаннінг
- Ребекка Грант, як Вероніка
- Адріан Кірк, Джессі Лінн
- Елісон Мей Лань як Киоко
- Кейт Комптон як Брайан "Aggo" Клементи
- Кевін Сорбо як капітан Ден Фаннінг
- Річард Молл як Kreeger
- Леслі Істербрук, як Stella Fawnskin
- Louis Менділор як мер Bud Карсон
- Рон Джеремі, як детектив-Ріко Depinto
- Аманда Бартон заступником Ланг